# Vangelis Meimarakis

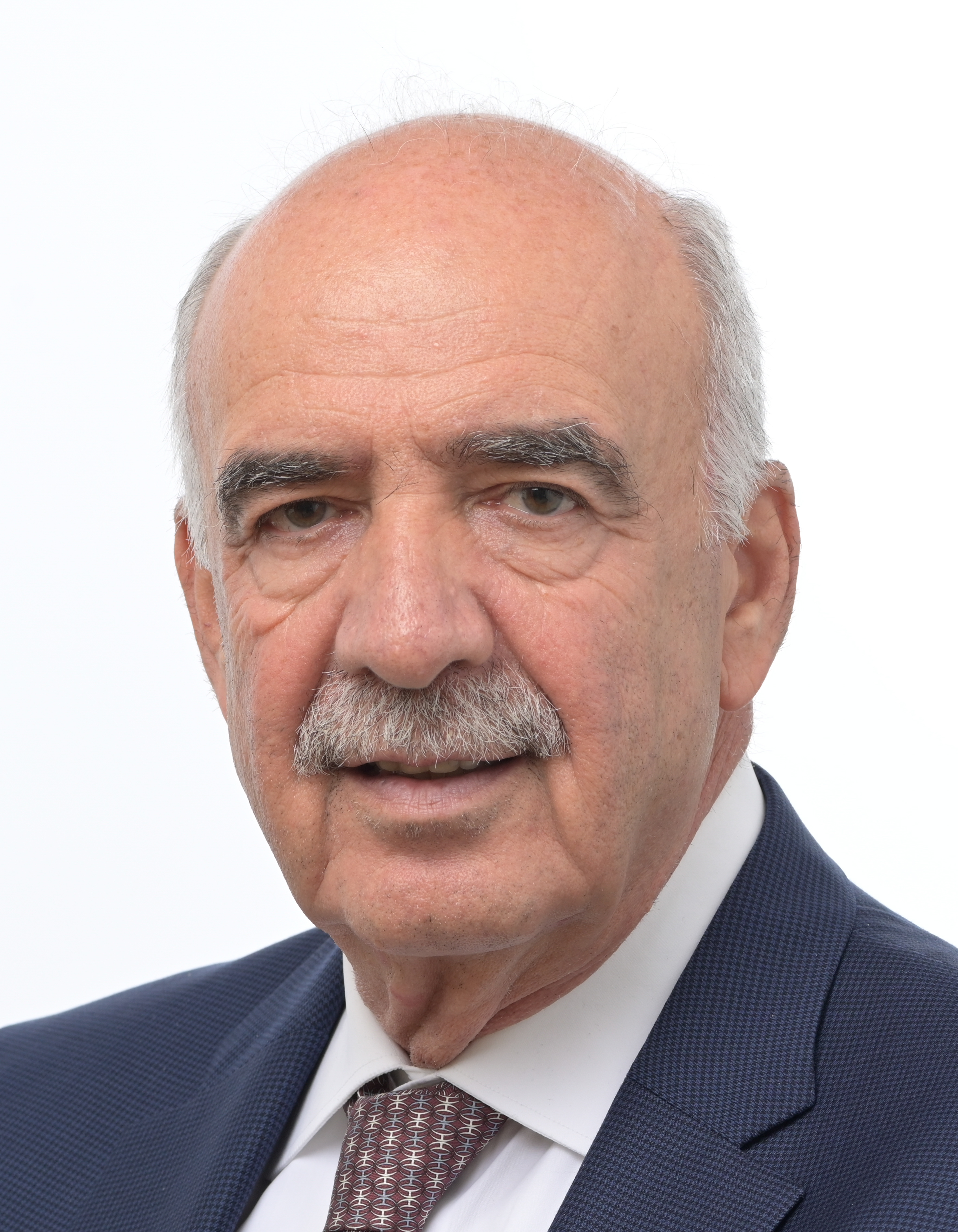
Vangelis Meimarakis

Vangelis Meimarakis (n. Atenas, Grecia, 14 de diciembre de 1953) es un político griego, expresidente interino de Nueva Democracia. También se desempeñó como líder de la oposición del país.
Asumió ambos cargos el 5 de julio de 2015 en reemplazo de Antonis Samarás, y dejó ambos cargos el 24 de noviembre de ese año en manos de Ioannis Plakiotakis.
Anteriormente se desempeñó como Ministro de Defensa (2006-2009) y como Presidente del Consejo de los Helenos (2012-2014).
Fue el candidato de ND en las elecciones parlamentarias de septiembre de 2015.
Es miembro de ND desde 1974 y del Parlamento desde 1989. Está casado y tiene dos hijos.